# Liste der Monuments historiques in Saint-Étienne-Roilaye
Die Liste der Monuments historiques in Saint-Étienne-Roilaye führt die Monuments historiques in der französischen Gemeinde Saint-Étienne-Roilaye auf.

## Liste der Bauwerke
| Bezeichnung                                 | Beschreibung              | Standort | Kennzeichnung | Schutzstatus | Datum | Bild |
| ------------------------------------------- | ------------------------- | -------- | ------------- | ------------ | ----- | ---- |
| Kirche St-Étienne                           | Erbaut im 16. Jahrhundert | (Lage)   | PA00114855    | Classé       | 1947  |      |
| Gallo-römische Ruinen im Wald von Compiègne |                           |          | PA00114856    | Classé       | 1922  |      |

## Liste der Objekte
| Bezeichnung                            | Beschreibung                                               | Standort                        | Kennzeichnung | Schutzstatus | Datum | Bild |
| -------------------------------------- | ---------------------------------------------------------- | ------------------------------- | ------------- | ------------ | ----- | ---- |
| Skulptur Schmerzensreiche Muttergottes | Eichenholz, polychrom gefasst, Anfang des 16. Jahrhunderts | in der Kirche St-Étienne (Lage) | PM60001414    | Classé       | 1925  |      |